# Werner Kube
Werner Kube (* 24. April 1923 in Trebitsch, Kreis Friedeberg; † 20. April 1945 in Brottewitz) war ein deutscher Widerstandskämpfer.

## Leben
Werner Kube wuchs in Berlin auf, beide Eltern waren Kommunisten, sein Vater war beruflich als Konstrukteur tätig. Kube besuchte eine weltliche Schule und wurde bereits als Kind sportlich aktiv im Arbeitersportverein „Fichte“. Nach dem Schulabschluss wurde er Autoschlosser.
Im September 1933 wurde sein Vater bei einer Hausdurchsuchung auf brutalste Weise misshandelt, ein für Werner Kube prägendes Ereignis, das seine antifaschistische Grundhaltung weiter verfestigte.
Im Jahr 1941 wurde er zur Luftwaffe rekrutiert. Er gehörte zeitweise zum Flugzeugbergungsdienst und war stationiert in dem von der Wehrmacht besetzten Teil der Sowjetunion. 1944 arbeitete er in einer Flugzeugreparaturwerkstatt und unterstützte die dort eingesetzten Kriegsgefangenen mit Lebensmitteln und Informationen zum Kriegsgeschehen. Wegen dieser Kontakte wurde er denunziert und verhaftet. Zuerst wurde er in das Gefängnis Altenburg eingeliefert. Im Januar 1945 wurde er in die Festung Torgau verlegt, wo sich damals auch das Reichskriegsgericht befand. Als die alliierten Truppen sich Torgau näherten, wurde er zusammen mit etwa 3.000 anderen Häftlingen auf einen Todesmarsch geschickt. Dabei wurden jeweils fünf Häftlinge aneinander gekettet. Da er zusammen mit seinen vier Kameraden zu fliehen versuchte, wurden alle fünf drei Tage lang an eine Scheune gekettet und sie mussten danach mit auch noch gefesselten Füßen bis Brottewitz bei Mühlberg weitermarschieren. Dort wurde Werner Kube zusammen mit Reinhold Franznick, Johann Jakobi, Erich Kindermann und Harry Prien von einem Feldgericht verurteilt und anschließend erschossen.

## Ehrungen
In der DDR wurde Werner Kube als Antifaschist und Widerstandskämpfer geehrt:
- In Bernburg (Saale) und in Berlin-Prenzlauer Berg wurde die Werner-Kube-Straße nach ihm benannt.
- In der Eugen-Schönhaar-Straße in Berlin gab es die POS Werner Kube.
- In Leipzig gab es die berufsbildende Schule  BBS Werner Kube.
- Ein Zubringertrawler der „Artur Becker“-Baureihe erhielt ebenfalls seinen Namen
- 1961 erschien sein Porträt auf einer Briefmarke der Deutschen Post der DDR.